# 안성 석남사 영산전
안성 석남사 영산전(安城 石南寺 靈山殿)은 대한민국 경기도 안성시 금광면, 석남사에 있는 건축물이다. 1985년 1월 8일 대한민국의 보물 제823호로 지정되었다.

## 개요
석남사는 통일신라 문무왕 20년(680) 고승 석선(奭善)이 세웠고 고려 초기 혜거국사가 넓혀 세웠으나 임진왜란 때 불에 타 나중에 화덕(華德)이 다시 지은 절이다.
영산전은 석가모니불상과 그 생애를 여덟 가지로 나누어 그린 그림을 모신 곳으로 지은 시기는 정확하게 알 수 없으나 여러 차례 수리를 거쳤다. 지금 있는 건물은 조선시대 건축물이다.
규모는 앞면 3칸·옆면 2칸이며 지붕은 옆면에서 볼 때 여덟 팔(八)자 모양을 한 팔작지붕이다. 지붕 처마를 받치기 위해 장식하여 만든 공포가 기둥 위와 기둥 사이에도 있는 다포 양식인데, 밖으로 뻗쳐 나온 재료의 끝이 짧고 약간 밑으로 처진 곡선을 이루고 있다. 이는 조선 초기 건물에 공통으로 나타나는 기법이라고 할 수 있다.
튼튼하게 균형 잡힌 모습을 이루고 있으며 조선 초기에서 중기 사이의 건축 양식을 갖추고 있다는 점에서 건축사 연구에 귀중한 자료로 평가받고 있다

## 같이 보기
- 석남사

## 참고 자료
- 안성 석남사 영산전 - 국가유산청 국가유산포털